# Fan Dan
Fan Dan (1988) es una deportista china que compitió en triatlón. Ganó una medalla de bronce en el Campeonato Asiático de Triatlón de 2013.

## Palmarés internacional
| Campeonato Asiático | Campeonato Asiático        | Campeonato Asiático | Campeonato Asiático |
| Año                 | Lugar                      | Medalla             | Prueba              |
| ------------------- | -------------------------- | ------------------- | ------------------- |
| 2013                | Bahía de Súbic (Filipinas) | Medalla de bronce   | Individual          |